# Sanguisorba diandra
Sanguisorba diandra là loài thực vật có hoa trong họ Hoa hồng. Loài này được (Wall.) Nordborg miêu tả khoa học đầu tiên năm 1966.